# آگاتا کریستی

آگاتا کریستی

آگاتا کریستی، DBE (به انگلیسی: Dame Agatha Christie, DBE) (زاده ۱۵ سپتامبر ۱۸۹۰ – درگذشته ۱۲ ژانویه ۱۹۷۶) نویسنده مشهور انگلیسی و خالق داستان‌های جنایی و ادبیات کارآگاهی بود. کریستی، نویسنده‌ای است که کتاب‌هایش تاکنون بیشترین ترجمه را به زبان‌های مختلف دنیا داشته‌است.
کریستی در یک خانواده ثروتمند از طبقه متوسط در تورکی، دوون به دنیا آمد و عمدتاً در خانه تحصیل می‌کرد. او در ابتدا یک نویسنده ناموفق بود و شش رد پی در پی داشت، اما در سال ۱۹۲۰ با انتشار "ماجرای مرموز در استایلز "  که با خلقِ شخصیتِ کارآگاه "هرکول پوآرو" همراه بود راهِ شهرت را برایش هموا نمود. شوهر اول او آرچیبالد کریستی بود. آنها در سال ۱۹۱۴ ازدواج کردند و قبل از طلاق در سال ۱۹۲۸ صاحب یک فرزند شدند. ایشان در طول هر دو جنگِ جهانی، در بیمارستان‌هایِ ارتش خدمت کرد و با دانشی که در موردِ مسمومیت ها و عوارض ناشی از آنها بدست آورده بود، در بسیاری از رمان‌ها، داستان‌های کوتاه و نمایشنامه‌هایش از این تجربه زیسته ها سود جُست. او پس از ازدواج با ماکس مالوانِ باستان‌شناس در سال ۱۹۳۰، هر سال چندین ماه را در سایت هایِ حفاری‌ در خاورمیانه می‌گذراند و تجربیاتش، از این دانش دست اول را به صورتی هنرمندانه در حرفه'ی داستان نویسی استفاده کرد. همچنین شش رمان با نام مستعار "مری وست ماکات" نوشت. او ترجمه شده‌ترین نویسنده ایست که آثارش به زبان های مختلف خوانده شده است آثارش با فروش تقریبی ۱۰۰ میلیون نسخه ، یکی از پرفروش‌ترین کتاب‌های تاریخ است. نمایش صحنه‌ای کریستی با نام The Mousetrap رکورد جهانی طولانی‌ترین اجرای پیوسته را به خود اختصاص داده‌است. در تاریخ ۲۵ نوامبر ۱۹۵۲ در سالن تئاتر سفیران در وست اند لندن افتتاح شد و تا سپتامبر ۲۰۱۸ بیش از ۲۷۵۰۰ اجرا داشته‌است. این نمایش در مارس ۲۰۲۰ به دلیل همه‌گیری ویروس کرونا بسته شد.
در سال ۱۹۵۵، کریستی اولین دریافت کننده جایزه استاد بزرگ اسرارآمیز آمریکا بود. اواخر همان سال، شاهد دادستان دریافت جایزه ادگار برای بهترین بازی. در سال ۱۹۷۱ بخاطر کمک به ادبیات به یک Dame (DBE) تبدیل شد.رکوردهای جهانی گینس کریستی را به عنوان پرفروش‌ترین نویسنده داستان در تمام دوران‌ها معرفی می‌کند، رمان‌هایش بیش از دو میلیارد نسخه فروش داشته‌اند.
در سال ۲۰۱۳، او توسط ۶۰۰ رمان‌نویس حرفه‌ای انجمن نویسندگان جنایت، به عنوان بهترین نویسنده جنایی و قتل راجر آکروید به عنوان بهترین رمان جنایی تاکنون شناخته شده‌است. در سپتامبر ۲۰۱۵، سپس هیچ‌کدام باقی نماندند در رای‌گیری با حمایت مالی املاک نویسنده، «کریستی مورد علاقه جهان» لقب گرفت. بیشتر کتاب‌ها و داستان‌های کوتاه کریستی برای تلویزیون، رادیو، بازی‌های ویدیویی و رمان‌های گرافیکی اقتباس شده‌است. بیش از سی فیلم سینمایی بر اساس کارهای او ساخته شده‌است.

## زندگی
آگاتا کریستی با نام اصلی آگاتا مری کلاریسا میلر (به انگلیسی: Agatha Mary Clarissa Miller) در دون شایر انگلستان به دنیا آمد. پدر آمریکایی‌اش فردریک میلر نام داشت. مادرش کلارا بومر انگلیسی و از خانواده‌ای اشرافی بود. آگاتا به دلیل آمریکایی بودن پدر می‌توانست تبعه ایالات متحده نیز باشد، ولی هرگز از آن کشور تقاضای تابعیت نکرد. آگاتا دارای یک خواهر و یک برادر بود که هردوی آن‌ها از وی بزرگ‌تر بودند.
آگاتا در زمان جنگ جهانی اول در بیمارستان و سپس در داروخانه کار می‌کرد؛ شغلی که تأثیر زیادی بر نوشته‌های او داشته‌است: بسیاری از قتل‌هایی که در کتاب‌هایش رخ می‌دهند از طریق خوراندن سم به مقتولان صورت می‌گیرند.
در ۸ دسامبرِ ۱۹۲۶ وقتی در سانینگ دیل واقع در برکشر زندگی می‌کرد به مدت ده روز ناپدید گردید و روزنامه‌ها در این مورد جاروجنجال فراوانی به پا کردند. اتومبیل او در یک گودال گچ پیدا شد و خود او را نیز نهایتاً در هتلی واقع در هروگیت یافتند. آگاتا اتاق هتل را با نام خانمی که اخیراً شوهرش اعتراف کرده بود با وی رابطه عاشقانه دارد کرایه کرده بود و در توضیح این ماجرا ادعا کرده بود که در اثر ضربه روحی ناشی از مرگ مادر و خیانت شوهر دچار فراموشی گردیده بوده‌است. در مورد این که آیا کل این ماجرا یک کار تبلیغاتی بوده‌است یا خیر، کماکان نظرات ضدونقیض‌اند. در آن زمان نگاه کلی مردم نسبت به ناپدید شدن آگاتا منفی بود و بسیاری بر این باور بودند که آن ترفند تبلیغاتی مبالغ قابل توجهی هزینه روی دست مالیات دهندگان کشور گذاشته‌است. در سال ۱۹۷۹ این ماجرای ناپدید شدن دست مایه فیلمی شد به نام آگاتا که در آن وانسا ردگریو در نقش آگاتا کریستی ظاهر می‌شود.
آگاتا در سال ۱۹۳۰ با باستان‌شناسی به نام سِر ماکس مالووان که ۱۴ سال از او جوان‌تر بود ازدواج کرد و با او به سفرهای فراوانی رفت. رد پای این سفرها و شهرها و کشورهایی را که او از آن‌ها دیدن می‌کرد می‌توان در بیشتر داستان‌هایش که وقایع آن‌ها در کشورهای شرقی (خاورمیانه) رخ می‌دهند دید. ازدواج او با مالووان در ابتدا ازدواجی موفق و شاد بود. این ازدواج توانست با وجود ماجراجویی‌های عشقی خارج از ازدواج مالووان مدتی نسبتاً طولانی دوام بیاورد.
آگاتا کریستی رمان قتل در قطار سریع‌السیر شرق را در سال ۱۹۳۴ وقتی در هتل پرا پالاس استانبول سکونت داشت نوشت. استانبول آخرین ایستگاه شرقی قطار سریع‌السیر اورینت بود که در آن زمان بین غرب و شرق اروپا در تردد بود. اتاقی که آگاتا کریستی در آن می‌زیست توسط مقامات هتل پرا پالاس به‌عنوان یادبود این نویسنده نامدار در همان حال و هوای زمان اقامت کریستی حفظ و نگهداری شده‌است.

### زندگی خصوصی
آگاتا در سال ۱۹۱۴ با یک سرهنگ نیروی هوایی به نام آرچیبالد کریستی ازدواج کرد که بعد از ۱۴ سال به جدایی انجامید. دختری به نام روزالیند حاصل این ازدواج بود.
او تنها یک فرزند به نام رزالیند داشت که او نیز در ۸۵ سالگی به تاریخ ۲۸ اکتبر ۲۰۰۴ درگذشت. در حال حاضر تمام حقوق مربوط به نشر و فروش کتاب‌های آگاتا کریستی در اختیار و مالکیت نوهٔ او ماتیو پریچارد است.
آگاتا کریستی در ۱۲ ژانویه ۱۹۷۶ در ۸۵ سالگی  درگذشت. 
«کریستی در طرح نقشه‌های هیجان انگیز و دسیسه‌های پیچیده و به دست دادن کلید معماهای روانی، نویسنده‌ای چیره دست است. گره گشائی‌ها در پایان وقایع مرموز داستان‌های او به نحوی ترتیب می‌یابد که خواننده هرگز در جریان داستان انتظار آن را نداشته است.» از کتاب‌های مشهور آگاتا می‌شود به قتل راجر آکروید، ماجرای اسرارآمیز در استایلز، قتل در زمین گلف و پرده اشاره کرد.

## حرفه ادبی

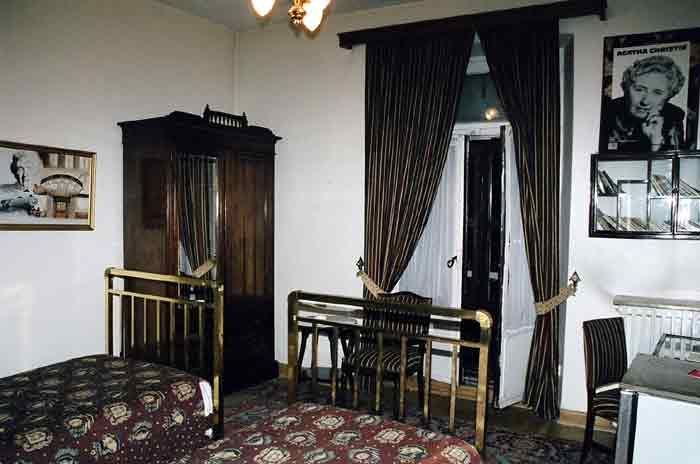
اتاق آگاتا کریستی در هتل پرا پالاس استانبول. او کتاب قتل در قطار سریع‌السیر شرق را در زمان اقامت در این اتاق نوشت.

او با نام مستعار مِری وستماکوت (به انگلیسی: Mary Westmacott) داستان‌های عاشقانه و رومانتیک نیز نوشته‌است، ولی شهرت اصلی‌اش به خاطر ۶۶ رمان جنایی اوست. داستان‌های آگاتا کریستی، به خصوص آن دسته که دربارهٔ ماجراهای کارآگاه هرکول پوآرو یا خانم مارپل هستند، نه تنها لقب «ملکه جنایت» را برای او به ارمغان آوردند بلکه وی را به‌عنوان یکی از مهم‌ترین و مبتکرترین نویسندگانی که در راه توسعه و تکامل داستان‌های جنایی کوشیده‌اند نیز معرفی و مطرح کردند.
آگاتا کریستی در کتاب رکوردهای گینس مقام اول در میان پرفروش‌ترین نویسندگان کتاب در تمام دوران‌ها و مقام دوم (بعد از ویلیام شکسپیر)در میان پرفروش‌ترین نویسندگان در هر زمینه‌ای را به خود اختصاص داده‌است. تخمین زده شده‌است که یک میلیارد نسخه از کتاب‌های او به زبان اصلی (انگلیسی) و یک میلیارد نسخه دیگر در ترجمه‌های گوناگون به ۱۰۳ زبان دنیا به فروش رسیده‌است. محبوبیت جهانی کریستی به آن درجه است که به‌طور مثال در کشوری چون فرانسه تعداد کتاب‌هایی که از او تا سال ۲۰۰۳ به فروش رسیده بالغ بر ۴۰ میلیون جلد بوده‌است.
تله موش   که یکی از آثار معروف اوست اولین بار در ۲۵ نوامبر ۱۹۵۲ در لندن (تئاتر آمباسادورها) به روی صحنه رفت و از آن تاریخ تا زمان حاضر و در طول بیش از ۵۰ سال همیشه بر روی صحنه بوده‌است و از این نظر رکورددار است. این نمایش‌نامه تاکنون فقط در لندن بیش از ۲٬۰۰۰ بار به روی صحنه رفته‌است.
در سال ۱۹۵۵ آگاتا کریستی نخستین کسی بود که جایزهٔ استاد اعظم را از مجمع معمایی‌نویسان آمریکا دریافت کرد. در همان سال نمایش‌نامه او به نام شاهد پرونده (به انگلیسی: Witness for the Prosecution) به‌عنوان بهترین نمایشنامه برندهٔ جایزه ادگار گردید.
بیشتر کتاب‌ها و داستان‌های کوتاه او (و بعضی‌ها از آن‌ها چندین بار) به فیلم درآمده‌اند که از آن میان می‌توان فیلم‌های قتل در قطار سریع‌السیر شرق، مرگ در رودخانه نیل و قطار ساعت ۴:۵۰ پدینگتون نام برد. بسیاری از نوشته‌های آگاتا کریستی بارها برای تهیه برنامه‌های رادیویی و تلویزیونی نیز مورد استفاده قرار گرفته‌اند.
در سال 2013 خانواده کریستی از انتشار داستان جدیدی از پوآرو، قتل‌های تک‌نگاره نوشته نویسنده بریتانیایی سوفی هانا حمایت کردند. هانا بعدتر سه ماجرای دیگر از پوآرو به نام های   The Killings at Kingfisher Hill , تابوت بسته , The Mystery of Three Quarterمنتشر کرد.

## آثار

### رمان‌های پوارو
| سال  | عنوان فارسی                 | عنوان انگلیسی                   |
| ---- | --------------------------- | ------------------------------- |
| ۱۹۲۰ | ماجرای اسرارآمیز در استایلز | The Mysterious Affair at Styles |
| ۱۹۲۳ | قتل در زمین گلف             | the murder on the links         |
| ۱۹۲۶ | قتل راجر آکروید             | the murder of Roger Ackroyd     |
| ۱۹۲۷ | چهار (قدرت) بزرگ            | the Big four                    |
| ۱۹۲۸ | راز قطار آبی                | the mystery of blue train       |
| ۱۹۳۲ | خطر در خانه آخر             | peril at the end house          |
| ۱۹۳۳ | لرد اجور می‌میرد             | lord edgware dies               |
| ۱۹۳۴ | قتل در قطار سریع‌السیر شرق   | murder on the orient express    |
| ۱۹۳۵ | تراژدی در سه پرده           | three act tragedy               |
| ۱۹۳۵ | مرگ در میان ابرها           | death in the clouds             |
| ۱۹۳۶ | قتل به ترتیب الفبا          | the a.b.c murders               |
| ۱۹۳۶ | قتل در بین‌النهرین           | murder in mesopotamia           |
| ۱۹۳۶ | ورق‌های روی میز              | cards on the table              |
| ۱۹۳۷ | شاهد خاموش                  | dumb witness                    |
| ۱۹۳۷ | مرگ بر روی نیل              | death on the nile               |
| ۱۹۳۸ | کریسمس هرکول پوآرو          | Hercule Poirot's Christmas      |
| ۱۹۳۸ | ملاقات با مرگ               | Appointment with Death          |
| ۱۹۴۰ | جنایت‌های میهن پرستانه       | One, Two, Buckle My Shoe        |
| ۱۹۴۰ | سرو غمگین                   | sad cypress                     |
| ۱۹۴۱ | شیطان زیر آفتاب             | evil under the sun              |
| ۱۹۴۲ | پنج خوک کوچک                | five little pigs                |
| ۱۹۴۶ | قتل در تعطیلات (حفره)       | the hollow                      |
| ۱۹۴۸ | موج سواری                   | Taken at the Flood              |
| ۱۹۵۲ | مرگ خانم مک گینتی           | Mrs McGinty's Dead              |
| ۱۹۵۳ | پس از تشییع جنازه           | After the Funeral               |
| ۱۹۵۵ | قتل در خوابگاه دانشجویی     | Hickory Dickory Dock            |
| ۱۹۵۶ | حماقت مرد مرده              | Dead Man's Folly                |
| ۱۹۵۹ | گربه ای میان کبوتران        | cat among peigons               |
| ۱۹۶۳ | ساعت‌ها                      | the clocks                      |
| ۱۹۶۶ | دختر سوم                    | third girl                      |
| ۱۹۶۹ | جشن هالووین                 | Hallowe'en Party                |
| ۱۹۷۲ | فیل‌ها به یاد می‌آورند        | Elephants Can Remember          |
| ۱۹۷۵ | پرده                        | curtain                         |

### مجموعه داستان‌ها
| سال  | عنوان فارسی                      | عنوان انگلیسی                |
| ---- | -------------------------------- | ---------------------------- |
| ۱۹۶۱ | تحقیقات پوآرو                    | Double Sin and Other Stories |
| ۱۹۷۴ | قتل در مجتمع مسکونی              | Poirot's early cases         |
|      | دوازده‌خان هرکول (مجموعه‌داستان)   |                              |
|      | سپس هیچ‌کدام باقی نماندند         |                              |
|      | راز سیتافورد                     |                              |
|      | ماجرای پودینگ کریسمس             |                              |
|      | گناه مضاعف و داستان‌های دیگر      |                              |
|      | نخستین پرونده‌های پوآرو           |                              |
|      | ان یا ام؟                        |                              |
|      | سیزده معما                       |                              |
|      | خانه وارونه                      |                              |
|      | شب بی‌پایان                       |                              |
|      | دشمن مخفی                        |                              |
|      | مردی با لباس قهوه‌ای              |                              |
|      | روشنایی ماندگار و داستان‌های دیگر |                              |

### رمان خانم مارپل
| سال  | عنوان فارسی                | عنوان انگلیسی                        |
| ---- | -------------------------- | ------------------------------------ |
| ۱۹۳۰ | قتل در خانه کشیش           | The Murder at the Vicarage           |
| ۱۹۴۲ | جسدی در کتابخانه           | The Body in the Library              |
| ۱۹۴۲ | انگشت متحرک                | The Moving Finger                    |
| ۱۹۵۰ | اعلام یک قتل               | A Murder Is Announced                |
| ۱۹۵۲ | چشم‌بندی (رمان)             | They Do It with Mirrors              |
| ۱۹۵۳ | جیب پر از چاودار           | A Pocket Full of Rye                 |
| ۱۹۵۷ | قطار ساعت ۴:۵۰ از پدینگتون | 4:50 from Paddington                 |
| ۱۹۶۲ | آیینه سرتا سر ترک برداشت   | The Mirror Crack'd from Side to Side |
| ۱۹۶۴ | معمای کارائیب              | A Caribbean Mystery                  |
| ۱۹۶۵ | در هتل برترام              | At Bertram's Hotel                   |
| ۱۹۷۱ | فرشته انتقام               | Nemesis                              |
| ۱۹۷۶ | جنایت خفته                 | Sleeping Murder                      |

## بازی
از روی آثار او بازی‌های رایانه‌ای هم ساخته شده‌اند:
- و سرانجام هیچ‌کس باقی نماند
- قتل در قطار سریع‌السیر شرق
- شیطان زیر آفتاب
- قتل‌های ای بی سی

## بازدید از ایران و مصاحبه با محمد علی سپانلو
آن‌گونه که علی دهباشی سردبیر مجلۀ بخارا چند سال قبل در «شب آگاتا کریستی» گفت او به خاطر علایق باستان‌شناسی همسرش بارها (۶ مرتبه) به ایران سفر کرده بود و محمد علی سپانلو هم در سال ۱۳۴۵ از این فرصت استفاده و با او گفت‌و‌گو کرد و آگاتا کریستی وقتی پذیرفت که دانست طرف مصاحبۀ او جدای روزنامه‌نگاری، نویسنده‌، شاعر و حقوق‌دانی صاحب‌نام است و بعدها نیز از این گفت و گو با خاطرۀ خوش نقل می‌کرد.